# Uperoleia mjobergi
Uperoleia mjobergi (tên tiếng Anh: Mjoberg's Toadlet) là một loài ếch thuộc họ Myobatrachidae. Đây là loài đặc hữu của Úc. Môi trường sống tự nhiên của chúng là vùng cây bụi khô khu vực nhiệt đới hoặc cận nhiệt đới và đồng cỏ khô nhiệt đới hoặc cận nhiệt đới vùng đất thấp. Nó được đặt tên theo Swedish zoologist Eric Mjöberg.